# Sporting Gijón
Real Sporting de Gijón (wym. /xiˈxon/) – hiszpański klub piłkarski z siedzibą w mieście Gijón w Asturii.

## Historia
Został założony w 1905 roku. Występuje na najstarszym w Hiszpanii czynnym stadionie, El Molinón, wybudowanym w 1908 roku na miejscu dawnego wiatraka. Zespół nigdy nie odnosił wielkich sukcesów – raz był wicemistrzem Hiszpanii i dwukrotnie finalistą Copa del Rey. W sezonie 2007/2008 zajął 3. miejsce w rozgrywkach Segunda División i awansował do Primera División. Jego rywalem derbowym jest Real Oviedo, który występuje obecnie w Segunda División B. Derby rozgrywają również rezerwy z Gijón.

## Sukcesy

### Tytuły krajowe
- Wicemistrz Hiszpanii: 1978/1979
- Mistrz Segunda División: 1943/44, 1950/51, 1956/57, 1969/70, 1976/77
- Wicemistrz Segunda División:  1929/30, 2014/15
- Finalista Copa del Rey: 1980/81, 1981/82

## Sezon po sezonie
| Sezon   | Liga                      | Pozycja | Punkty | Bramki | Uwagi                                        |
| ------- | ------------------------- | ------- | ------ | ------ | -------------------------------------------- |
| 1929    | Segunda División          | 4       | 19     | 41:35  |                                              |
| 1929/30 | Segunda División          | 2       | 21     | 29:28  |                                              |
| 1930/31 | Segunda División          | 4       | 18     | 50:31  |                                              |
| 1931/32 | Segunda División          | 3       | 18     | 29:25  |                                              |
| 1932/33 | Segunda División          | 6       | 18     | 49:40  |                                              |
| 1933/34 | Segunda División          | 6       | 18     | 30:38  |                                              |
| 1934/35 | Segunda División- Grupa I | 3       | 16     | 23:21  |                                              |
| 1935/36 | Segunda División- Grupa I | 3       | 16     | 32:26  |                                              |
| 1936/39 |                           |         |        |        | wojna domowa w Hiszpanii                     |
| 1939/40 | Segunda División- Grupa I | 3       | 17     | 28:17  |                                              |
| 1940/41 | Segunda División- Grupa I | 3       | 29     | 50:38  |                                              |
| 1941/42 | Segunda División- Grupa I | 1       | 20     | 38:23  | przegrany playoff o awans                    |
| 1942/43 | Segunda División- Grupa I | 1       | 19     | 34:23  | przegrany playoff o awans z RCD Espanyol     |
| 1943/44 | Segunda División          | 1       | 37     | 50:19  | awans                                        |
| 1944/45 | La Liga                   | 7       | 24     | 42:46  |                                              |
| 1945/46 | La Liga                   | 9       | 25     | 37:39  |                                              |
| 1946/47 | La Liga                   | 10      | 25     | 51:59  |                                              |
| 1947/48 | La Liga                   | 14      | 18     | 37:69  | spadek                                       |
| 1948/49 | Segunda División- Grupa I | 6       | 29     | 56:44  |                                              |
| 1949/50 | Segunda División- Grupa I | 3       | 39     | 89:46  |                                              |
| 1950/51 | Segunda División- Grupa I | 1       | 48     | 100:32 | awans                                        |
| 1951/52 | La Liga                   | 13      | 25     | 49:75  |                                              |
| 1952/53 | La Liga                   | 7       | 30     | 39:54  |                                              |
| 1953/54 | La Liga                   | 16      | 16     | 44:81  | spadek                                       |
| 1954/55 | Segunda División- Grupa I | 4       | 38     | 50:34  |                                              |
| 1955/56 | Segunda División- Grupa I | 7       | 32     | 51:46  |                                              |
| 1956/57 | Segunda División- Grupa I | 1       | 62     | 107:26 | awans                                        |
| 1957/58 | La Liga                   | 12      | 24     | 46:57  |                                              |
| 1958/59 | La Liga                   | 15      | 20     | 25:70  | spadek                                       |
| 1959/60 | Segunda División- Grupa I | 5       | 32     | 65:44  |                                              |
| 1960/61 | Segunda División- Grupa I | 13      | 25     | 41:53  | przegrany baraż o utrzymanie z Burgos CF     |
| 1961/62 | Segunda División- Grupa I | 13      | 25     | 52:63  |                                              |
| 1962/63 | Segunda División- Grupa I | 5       | 34     | 50:46  |                                              |
| 1963/64 | Segunda División- Grupa I | 2       | 39     | 53:33  | przegrany baraż o awans z Espanyol Barcelona |
| 1964/65 | Segunda División- Grupa I | 3       | 38     | 61:32  |                                              |
| 1965/66 | Segunda División- Grupa I | 3       | 36     | 67:50  |                                              |
| 1966/67 | Segunda División- Grupa I | 2       | 45     | 55:22  | przegrany baraż o awans z FC Sewilla         |
| 1967/68 | Segunda División- Grupa I | 5       | 34     | 47:38  |                                              |
| 1968/69 | Segunda División          | 5       | 42     | 60:46  |                                              |
| 1969/70 | Segunda División          | 1       | 54     | 77:32  | awans                                        |
| 1970/71 | La Liga                   | 12      | 25     | 35:44  |                                              |
| 1971/72 | La Liga                   | 11      | 32     | 41:37  |                                              |
| 1972/73 | La Liga                   | 14      | 29     | 32:37  |                                              |
| 1973/74 | La Liga                   | 13      | 30     | 49:59  |                                              |
| 1974/75 | La Liga                   | 14      | 32     | 40:40  |                                              |
| 1975/76 | La Liga                   | 18      | 24     | 41:46  | spadek                                       |
| 1976/77 | Segunda División          | 1       | 47+9   | 62:35  | awans                                        |
| 1977/78 | La Liga                   | 5       | 39     | 53:43  | kwalifikacja do Pucharu UEFA 1978/79         |
| 1978/79 | La Liga                   | 2       | 43     | 50:35  | kwalifikacja do Pucharu UEFA 1979/80         |
| 1979/80 | La Liga                   | 3       | 39     | 47:34  | kwalifikacja do Pucharu UEFA 1980/81         |
| 1980/81 | La Liga                   | 7       | 38     | 58:40  |                                              |
| 1981/82 | La Liga                   | 14      | 29     | 38:44  |                                              |
| 1982/83 | La Liga                   | 8       | 33     | 31:32  |                                              |
| 1983/84 | La Liga                   | 13      | 30     | 38:47  |                                              |
| 1984/85 | La Liga                   | 4       | 41     | 34:23  | kwalifikacja do Pucharu UEFA 1985/86         |
| 1985/86 | La Liga                   | 6       | 41     | 37:27  |                                              |
| 1986/87 | La Liga                   | 4       | 45     | 58:50  | kwalifikacja do Pucharu UEFA 1987/88         |
| 1987/88 | La Liga                   | 9       | 38     | 44:49  |                                              |
| 1988/89 | La Liga                   | 13      | 35     | 42:42  |                                              |
| 1989/99 | La Liga                   | 13      | 34     | 37:34  |                                              |
| 1990/91 | La Liga                   | 5       | 44     | 50:37  | kwalifikacja do Pucharu UEFA 1991/92         |
| 1991/92 | La Liga                   | 8       | 38     | 37:43  |                                              |
| 1992/93 | La Liga                   | 12      | 34     | 38:57  |                                              |
| 1993/94 | La Liga                   | 14      | 35     | 42:57  |                                              |
| 1994/95 | La Liga                   | 18      | 28     | 42:67  | wygrany baraż o utrzymanie z UE Lleida       |
| 1995/96 | La Liga                   | 18      | 46     | 51:60  |                                              |
| 1996/97 | La Liga                   | 15      | 50     | 45:63  |                                              |
| 1997/98 | La Liga                   | 20      | 13     | 31:80  | spadek                                       |
| 1998/99 | Segunda División          | 9       | 59     | 47:47  |                                              |
| 1999/00 | Segunda División          | 9       | 60     | 54:48  |                                              |
| 2000/01 | Segunda División          | 7       | 63     | 55:49  |                                              |
| 2001/02 | Segunda División          | 6       | 64     | 47:57  |                                              |
| 2002/03 | Segunda División          | 10      | 53     | 44:41  |                                              |
| 2003/04 | Segunda División          | 5       | 70     | 58:40  |                                              |
| 2004/05 | Segunda División          | 9       | 57     | 41:39  |                                              |
| 2005/06 | Segunda División          | 9       | 56     | 41:34  |                                              |
| 2006/07 | Segunda División          | 13      | 56     | 53:53  |                                              |
| 2007/08 | Segunda División          | 3       | 72     | 61:40  | awans                                        |
| 2008/09 | La Liga                   | 14      | 43     | 47:79  |                                              |
| 2009/10 | La Liga                   | 15      | 40     | 36:51  |                                              |
| 2010/11 | La Liga                   | 9       | 47     | 35:42  |                                              |
| 2011/12 | La Liga                   | 19      | 37     | 42:69  | spadek                                       |
| 2012/13 | Segunda División          | 10      | 56     | 76:71  |                                              |
| 2013/14 | Segunda División          | 5       | 64     | 63-51  | przegrany playoff o awans z UD Las Palmas    |
| 2014/15 | Segunda División          | 2       | 82     | 57-27  | awans                                        |
| 2015/16 | La Liga                   | 17      | 39     | 40:62  |                                              |
| 2016/17 | La Liga                   | 18      | 31     | 42:72  | spadek                                       |
| 2017/18 | Segunda División          | 4       | 71     | 60:40  | przegrany playoff o awans z Real Valladolid  |
| 2018/19 | Segunda División          | 9       | 61     | 43:38  |                                              |
| 2019/20 | Segunda División          | 13      | 54     | 40:38  |                                              |
| 2020/21 | Segunda División          | 7       | 65     | 37:28  |                                              |
| 2021/22 | Segunda División          | 17      | 46     | 43:48  |                                              |
| 2022/23 | Segunda División          | 17      | 50     | 43:48  |                                              |
| 2023/24 | Segunda División          | 5       | 65     | 51:42  | przegrany playoff o awans z RCD Espanyol     |

| Oznaczenie kolorami |
| ------------------- |
| I poziom ligowy     |
| II poziom ligowy    |
| brak rozgrywek      |

## Obecny skład
aktualny na 28 sierpnia 2018
| Nr | Poz. | Piłkarz                                      |
| -- | ---- | -------------------------------------------- |
| 1  | BR   | Dani Martín                                  |
| 13 | BR   | Diego Mariño                                 |
| 2  | PO   | Francisco Molinero                           |
| 3  | LO   | Francisco Noblejas                           |
| 4  | ŚO   | Juan Rodríguez                               |
| 6  | ŚO   | Jean-Sylvain Babin                           |
| 15 | LO   | Roberto Canella                              |
| 18 | PO   | André Geraldes (wypożyczony z Sporting CP)   |
| 19 | ŚO   | Mathieu Peybernes (wypożyczony z FC Lorient) |
| 24 | ŚO   | Álex Pérez                                   |
| 5  | ŚP   | Isaac Cofie                                  |
| 7  | ŚP   | Rachid Aït-Atmane                            |
| 8  | ŚP   | Hernán Santana                               |
| 10 | PN   | Carlos Carmona (wicekapitan)                 |
| 14 | ŚP   | Nacho Méndez                                 |

| Nr | Poz. | Piłkarz                                         |
| -- | ---- | ----------------------------------------------- |
| 16 | ŚP   | André Sousa (wypożyczony z CF Os Belenenses)    |
| 17 | ŚP   | Robin Lod                                       |
| 20 | ŚP   | Cristian Salvador                               |
| 9  | PN   | Nick Blackman (wypożyczony z Derby County F.C.) |
| 11 | PN   | Isma Cerro                                      |
| 12 | PN   | Álvaro Jiménez (wypożyczony z Getafe CF)        |
| 21 | PN   | Álvaro Tráver                                   |
| 22 | OP   | Pablo Pérez                                     |
| 23 | ŚN   | Uroš Đurđević                                   |

## Europejskie puchary
Legenda do wszystkich tabel:
- Q – runda eliminacyjna, 1/16, 1/8, 1/4, 1/2 – odpowiednia faza rozgrywek, Grupa – runda grupowa, 1r gr – pierwsza runda grupowa, 2r gr – druga runda grupowa, F – finał, R – runda, PO – play-off
- k. – rzuty karne, los. – losowanie, Dogr. – dogrywka, w. – zasada bramek strzelonych na wyjeździe

| Sezon   | Rozgrywki   | Runda | Przeciwnik       | Dom | Wyjazd | Ogólnie     |
| ------- | ----------- | ----- | ---------------- | --- | ------ | ----------- |
| 1978/79 | Puchar UEFA | 1R    | Torino FC        | 3–0 | 0–1    | 3–1         |
| 1978/79 | Puchar UEFA | 2R    | Crvena zvezda    | 0–1 | 1–1    | 1–2         |
| 1979/80 | Puchar UEFA | 1R    | PSV Eindhoven    | 0–0 | 0–1    | 0–1         |
| 1980/81 | Puchar UEFA | 1R    | Bohemians        | 2–1 | 1–3    | 3–4         |
| 1985/86 | Puchar UEFA | 1R    | 1. FC Köln       | 1–2 | 0–0    | 1–2         |
| 1987/88 | Puchar UEFA | 1R    | A.C. Milan       | 1–0 | 0–3    | 1–3         |
| 1991/92 | Puchar UEFA | 1R    | Partizan         | 2–0 | 0–2    | 2–2, k: 3–2 |
| 1991/92 | Puchar UEFA | 2R    | Steaua Bukareszt | 2–2 | 0–1    | 2–3         |